# Вулиця Степана Голованьова
Ву́лиця Степа́на Голованьо́ва — вулиця в Дарницькому районі міста Києва, місцевість Нова Дарниця. Пролягає від Бориспільської вулиці до Приколійної вулиці.

## Історія
Вулиця виникла в 1-й половині XX століття, мала назву Олексіївська. На плані міста 1943 року — Миколаївська вулиця. У 1969 році  через дублювання назви з іншою вулицею перейменовано на  Радіозаводська, але майже через місяць це рішення було скасовано.  Натомість вулиця отримала назву  вулиця Степана Голованьова  — на честь командувача бронепотягу під час оборони Києва в 1941 році.
Забудова — з 1950-х років (довоєнну забудову Нової Дарниці майже повністю знищено під час Другої Світової війни).